# パニック映画
パニック映画（パニックえいが）、またはディザスター映画（ディザスターえいが）、災害映画（さいがいえいが、英: disaster film）は、災害や大惨事など突然の異常事態に立ち向かう人々を描く映画のジャンル。超高層ビル火災、飛行機・船・列車事故、地震、洪水、ハリケーンなどの自然災害、伝染病の蔓延、惑星関連、テロリストによる犯罪、エイリアンの侵略、核関連、テクノロジーの失敗などが描かれる。
日本では「パニック映画」という名称が長く用いられてきたが、近年では英語圏の呼び名の直訳である「ディザスター映画」の使用が増えている。英語圏以外ではカタストロフィ（fr:Film catastrophe）が使用されることが多い。
様々な人間の行動を描くためにグランド・ホテル形式が用いられる。その伝統に則るため、「往年の大スター」を含んだ比較的豪華なキャストが組まれることが多い。また異常事態を描くために大掛かりな特撮（SFX）が使われることが多い。
アメリカ東海岸やヨーロッパの作品では大事故や洪水、伝染病の蔓延などが描かれることが多い。

## 歴史
映画という見世物が誕生した1895年当初からパニック映画は存在した。「映画の父」とも呼ばれるD・W・グリフィスが1916年に制作した『イントレランス』には、すでにパニック映画の要素が見られた。1930年代の『桑港』(1936年、W・S・ヴァン・ダイク監督)や、『シカゴ』（1938年、ヘンリー・キング監督）は基本的にはメロドラマながら、いづれもクライマックスでサンフランシスコ地震やシカゴ大火が登場する。1940年アルフレッド・ヒッチコック監督の『海外特派員』には悲惨な飛行機墜落シーンが含まれる。
1950年代から1960年代初頭のSF映画には『地球最後の日』のように大惨事を描くものが多かった。
ディザスター映画は『世界が燃えつきる日』『チャイナ・シンドローム』『ミッドウエイ』といった映画にも影響を与えた。

### ジャンルとしてのピーク
大災害を描く映画は前述のように古くからあるが、独立した映画ジャンルとして認められるようになったのは1970年代である。1970年の『大空港』の成功により、70年代にパニック映画が流行した。同作は長い上、セリフも大迎で無意味な人間ドラマが繰り広げられる等、突出した映画ではなく、むしろダサいが、製作者の意図とは別にディザスター映画というジャンルが観客の注目を集め、ディザスター映画というジャンルが収益に結びつくという可能性を他の製作者に気づかせた。このため『大空港』は70年代パニック映画の起源として位置付けられることが多い。上妻祥浩は『大空港』製作のヒントとなったのは、1954年の『紅の翼』と『新幹線大爆破』（1975年、東映）が参考にしたといわれるアメリカのテレフィーチャー『夜空の大空港』（1966年）ではないかと考察している。『大空港』は以降、「エアポートシリーズ」として、パニック映画ブームを牽引した。
パニック映画のエポックメーキングとして語られるのが1972年の『ポセイドン・アドベンチャー』である。同作は大災害の収束など悠長なことは言わず、最初の30分で豪華客船は転覆、全員真っ逆さまに突き落とされ、誰一人傍観できる立場に置かない大災害に遭うという大きな賭けに出るなど巧みな脚本、最後の一コマまで急降下し続けるジェットコースターのような正確な演出、「ミニチュア＋実物大セット＋オールスター・キャスト＋大量のエキストラ」に加え、スターキャストたちに人によっては過酷なスタントを自ら演じさせリアリティを追求、スタントマンを大量に配した派手な転覆シーンなどで、パニック映画のスタイルとジャンルを確立した。またポスターの下にオールスター・キャストの顔がズラリと並ぶフォーマットは本作が広めたとされる。『大空港』になく本作にあり、以後のパニック映画の重要な設定の一つとなったのが「危険いっぱいの空間から、災厄に巻き込まれた人々が自力で脱出しようとする」サバイバル要素だった。同作の大ヒットを受け、アメリカのスタジオはこぞって独自のディザスター映画を作り始めた。また日本でも多数のパニック映画、及び、パニック映画とはいい難い映画もパニック映画くくりで公開された。1975年に日本で公開された『サブウェイ・パニック』はパニック映画ではない犯罪映画ながら、邦題に「パニック」と付けられ、当時のパニック映画ブームに便乗した。東京タイムズ1975年1月11日付に「パニック映画が流行している。流行の原因はいろいろあるだろうが、なにより機械文明が高度に発達した今の時代は、ちょっとしたメカニズムの狂いでどんな災害が起こるか分からない、といった人々の危機意識にアピールするからだろう」と書かれている。『映画秘宝』は「1970年代に映画界がパニック映画を取り込み始めたのは『生き残る意思』と『それでも人の生き死には偶然が作用する』というテーマの下地となる社会情勢が形成され、それをいち早く感じとったから」と解説している。パニック映画ブームが日本でピークに達したのは、1975年6月に総数180館という前代未聞の拡大方式により、当時史上最高の興行収入62億円を記録した『タワーリング・インフェルノ』で、日本の映画会社も東映が『新幹線大爆破』を、東宝が『動脈列島』と日本製パニック映画を製作して、『タワーリング・インフェルノ』と同時期に封切りをぶつけ、真っ向勝負を挑んだが、惨敗している。
しかし、スタッフの努力も俳優の好演も見られない作品が矢継ぎ早に作られ、1970年代中頃にはパニック映画というジャンルは消耗し尽されていった。ノーマン・イングランドは「アメリカでディザスター映画が終わりを迎えたのは1980年の『世界崩壊の序曲』」と論じている。1990年代中頃から、特撮技術の進歩によって迫力のあるスペクタクルシーンの製作が可能となり、パニック映画は復活した。2000年代後半以降、CGの技術が著しく向上し、これらシーンの制作が容易になっていることもジャンルの隆盛に一役買っている。

### 日本における歴史
日本においては、『ゴジラ』に代表される怪獣の出現による政府や市民のパニックを描く映画が1950年代より多作されており、同時に天体衝突や全面核戦争などを描いた作品も作られていたが、これらの作品群は「特撮映画」（またはトリック映画）と呼ばれていた。1970年代にハリウッドで次々とディザスター・フィルムが制作された際、日本の洋画配給会社（外国映画輸入配給会社）により、大スケールの犯罪サスペンス映画などに、そのジャンルを分かりやすく、かつインパクトを与えるように意訳された「パニック映画」なる言葉が日本独自に生み出され、『ポセイドン・アドベンチャー』や『タワーリング・インフェルノ』『大地震』などの大ヒットにより一般に定着した。「パニック映画」という命名は結構優れたセンスとも評価される。以後、「パニック映画」という言葉は配給会社やテレビ局などによって戦略的に使用されるようになり、災害によるものだけでなく、「何らかの異常事態により人々がパニックに陥るもの」がほとんど全てパニック映画として宣伝されるという事態となった。
例えば『カサンドラ・クロス』は「細菌に侵された列車の恐怖」を描いたものだが、クライマックスの鉄橋落下シーンが特に強調された。地下鉄乗っ取りを描いた『サブウェイ・パニック』や、競技場での銃乱射の恐怖を描いた『パニック・イン・スタジアム』などは、原題とは無関係に、そのものずばり「パニック」と入った邦題がつけられている。これらは、本来であれば「ディザスター・フィルム」の範疇とするには微妙な作品である。また70年代中盤には、パニック映画ブームの中で公開され大ヒット作となった『ジョーズ』を筆頭に、『グリズリー』『オルカ』『スウォーム』など、さまざまな動物や昆虫が人間を襲う映画が「動物パニック映画」として次々と公開された。
一方、この時期（70年代中期〜後半）は『ゴジラ』シリーズなど怪獣映画が下火になったこともあり、オイルショックも重なった日本映画の苦境期だったことから、日本の映画会社が特撮技術のノウハウを活用するためにパニック映画の製作を行ったという内部的な事情もある。東宝の『日本沈没』『ノストラダムスの大予言』『東京湾炎上』『地震列島』や東映の『新幹線大爆破』がそれにあたる。「地震王国」の異名を持つ日本ならではの地震をリアルに描いた『日本沈没』『地震列島』、経済大国日本を象徴する新幹線を題材にした『新幹線大爆破』は、日本にしか作られないパニック映画であったといえる。『新幹線大爆破』はフランスでも公開され大ヒットした。これらの作品は、火薬を用いた都市やコンビナートの爆発シーンを売りにしていた一方で、地震の発生原因や実際に起きた際のシミュレーションに竹内均、大崎順彦をはじめとした地質学者、建築学者の協力を仰ぐというリアリティの追求も見られる。

## 主な作品 (ベストテン)

### IndieWire「ディザスター映画歴代ベスト10」
- タイタニック（1997年）
- フライングハイ（1980年）
- タワーリング・インフェルノ（1974年）
- コンテイジョン（2011年）
- ポセイドン・アドベンチャー（1972年）
- 渚にて（1959年）
- インポッシブル（2012年）
- バーニング・シー（2021）
- ツイスター（1996年）
- ハリケーン（1937年）[8]

### Hollywood Reporterが選ぶディザスター映画ベスト11
- タワーリング・インフェルノ（1974年）
- ポセイドン・アドベンチャー（1972年）
- ツイスター（1996年）
- ツイスターズ（2024年）
- アルマゲドン（1998年）
- ディープ・インパクト（1998年）
- ドント・ルック・アップ（2021年）
- THE WAVE ウェイヴ（2015年）
- デイ・アフター・トゥモロー（2004年）
- デイライト（1996年）
- 2012（2009年）[11]

### シネマトゥデイによるディザスタームービー破壊力ベスト10
- 2012（2009年）
- カリフォルニア・ダウン（2015年）
- クローバーフィールド/HAKAISHA（2008年）
- インデペンデンス・デイ（1996年）
- デイ・アフター・トゥモロー（2004年）
- アルマゲドン（1998年）
- ディープ・インパクト（1998年）
- ワールド・ウォーZ（2013年）
- ボルケーノ（1997年）
- イントゥ・ザ・ストーム（2014年）[9]

### VOD STREAMによる家族で楽しめるディザスター映画ベスト10
- デイ・アフター・トゥモロー（2004年）
- 2012（2009年）
- ムーンフォール（2022年）
- グリーンランド -地球最後の2日間-（2020年）
- コンテイジョン（2011年）
- アウトブレイク（1995年）
- インポッシブル（2012年）
- ヒア アフター（2010年）
- ツイスターズ（2024年）
- イントゥ・ザ・ストーム（2014年）[10]

### 映画秘宝によるディザスター映画10本
- ポセイドン・アドベンチャー（1972年）
- サブウェイ・パニック
- ジャガーノート（1974年）
- ヒンデンブルグ（1975年）
- エアポート'75（1974年）
- タワーリング・インフェルノ（1974年）
- 大地震（1974年）
- カサンドラ・クロス（1976年）
- 大陸横断超特急（1976年）
- エアポート'80（1979年）※順不同[1]

## 主な作品 (年代順)

### 欧米の映画
- ハリケーン　(1937) - 東サモアの孤島で出会った男女の前に巨大台風が迫りかかる。1979年にリメイク版がある。
- 地球最後の日（1951年）- 1933年の同名小説の映画化。大小2つの星が地球に接近し、一つが地球に衝突する事が判明する[12]。
- 宇宙戦争（1953年） - 宇宙人襲来パニック。2005年にリメイク版がある。
- SOSタイタニック/忘れえぬ夜（1958年）- 実話の豪華客船の沈没事故をもとに、そこで翻弄される人々を描いた。
- 博士の異常な愛情（1964年） - 核を管理する一人の軍人が狂ってミサイル発射したことで人類が全滅する。
- 大空港（1970年）[13] - 猛吹雪のシカゴの空港においての群像劇。
  - エアポート'75（1974年）[13] - 小型機と衝突した旅客機をスチュワーデスが操縦する。
  - エアポート'77（1977年）[13] - ハイジャックされた旅客機がバミューダ海域に不時着。
  - エアポート'80（1979年）[13] - コンコルドにミサイル攻撃を仕掛ける。
- 激突!（1971年） - 顔の見えぬ運転手が動かすトレーラーにしつこく追われる。
- ハイジャック（1972年）[5]。
- ポセイドン・アドベンチャー（1972年） - 豪華客船の転覆。同タイトルのテレビ作品もあり。ディザスター映画の頂点との評価もある[5]。
- 奇跡の詩（1974年） -　飛行機事故で唯一生き残った少女がジャングルの中で生還を果たす。
- タワーリング・インフェルノ（1974年） - 超高層ビルでの火災と、消防士の活躍。70年代パニック映画の最高傑作[22]。
- 大地震（1974年） - ロサンゼルスの地震を描く地震パニック映画の決定版[12]。
- ヒンデンブルグ（1975年） - 歴史的大事故の記録映像を使用し、飛行船の爆発事故の真相を描いた実録パニック映画の異色作[23]。
- カサンドラ・クロス（1976年） - ウイルスに冒された特急列車が、政府の命令で破損した古い鉄橋に迫る。「便乗映画王国」イタリアを中心とした多国籍文芸調パニック映画[23]。
- パニック・イン・スタジアム（1976年） - アメリカのあるスタジアムでアメフト試合が行われる中、謎のライフル魔に選手やファンや客席を狙い撃ちされ逃げ惑うパニックサスペンス[12]。『サブウェイ・パニック』同様、無理やり邦題が付けられ、パニック映画にカテゴライズされた[12]。
- メテオ（1979年） - 地球に接近する隕石を核ミサイルで破壊しようとする"隕石爆破系"の元祖[12]。
- ポセイドン・アドベンチャー2（1979年） - 1972年の作品で転覆した豪華客船の中に潜入する窃盗犯の話。
- シティ・オン・ファイア（1979年） - 街ごとタワーリング・インフェルノ[12]。
- 世界崩壊の序曲（1980年） - 過去のディザスター映画の切り貼り[5]。特撮はバート・I・ゴードン並み[5]。
- 暴走機関車（1985年） - 脱獄囚達の乗り込んだ4重連機関車が運転士の死によって暴走。実話をモチーフにしており原案は黒澤明。
- 沈黙の戦艦（1992年） - 戦艦ミズーリがテロリストにジャックされ、積んでいる核弾頭を強迫に世界が狙われる。セガール演じるライバックがそれを食い止める。
- エアポートシリーズ - 1970年の「大空港」とは無関係のテレビ向けシリーズ
  - エアポート'98（1993年）[13] - 計器が故障した軽飛行機のパイロットを、別の操縦機上から必死に無線指示で救おうとするジェット旅客機パイロットの実話。
  - エアポート'99（1998年）[13] - 13歳の少女が墜落寸前の旅客機を操縦。
  - エアポート2000（1999年）[13] - 旅客機の機内で原因不明の奇病に冒される人々と米政府の陰謀。
  - エアポート2001（2000年）[13] - 民間人の愉快犯により、機内に爆弾が設置される。
  - エアポート'02（2001年）[13] - 飛行中、突然貨物室のドアが吹き飛ぶ。
  - エアポート フライト323（2004年） - 事故原因を突き止めようとする国家運輸安全委員会の調査官の戦い。
  - エアポート'08（2007年）[13] - 燃料漏れと火災防止装置が故障し、いつ爆発してもおかしくない状態となる。
- 生きてこそ（1993年） - ウルグアイの高校のラグビー選手団とその家族や知人を合わせた一行40名が、チリのサンティアゴでの試合に向かった途中に飛行機が墜落する。
- スピード（1994年） - 路線バスに爆弾が仕掛けられ、一定の速度が落ちると爆発することが判明する。
- アウトブレイク（1995年） - 未知の病原体に封鎖されたアメリカの地方都市を、科学者が救助に悪戦苦闘する。
- 暴走特急（1995年） - アメリカ横断鉄道がテロリストにジャックされ、最新鋭の衛星兵器を乗っ取られる。セガール演じるライバックがそれを食い止める。
- インデペンデンス・デイ（1996年） - 地球へ集団で襲い掛かる宇宙人を撃退しようとする米軍の活躍。
- デイライト（1996年） - マンハッタンの海底トンネルで産業廃棄物を積んだトラックと暴走車が接触して大爆発。閉じ込められた生存者を救うため、一人の元救助隊員が決死の潜入を試みる。
- ツイスター（1996年） - ストームチェイサーやトルネードチェイサーなどアマチュアの竜巻研究者、また追っかけを描く映画のため、パニック映画とは趣旨が異なる。
- エグゼクティブ・デシジョン（1996年） - ジャンボジェットの自爆テロを防ぐため、特殊部隊がステルス爆撃機で機内へ潜入する。
- エグゼクティブ・コマンド（1997年） -  「エグゼクティブ・デシジョン」とほぼ同じ設定のサスペンス・アクション。
- スピード2（1997年） - 1994年の映画の豪華客船版。
- ボルケーノ（1997年） - ロサンゼルス市街中心部で火山が噴火。
- ダンテズ・ピーク（1997年） - アメリカの田舎町で突如、火山が噴火する。
- エアフォース・ワン（1997年） - ハイジャックされた米国大統領専用機を舞台に、大統領がテロリストと対決する。
- 乱気流/タービュランス（1997年） - ハイジャックされたジャンボ・ジェットが乱気流に飲み込まれる。
- タイタニック（1997年） - 過去に何度か制作されている実際したタイタニック沈没事故映画の決定版とされる。パニック映画というジャンルの中で映画史を塗り替える大ヒット作となった。
- ディープ・インパクト（1998年） - 地球に接近する隕石を破壊しようとする宇宙飛行士と、それを伝えるジャーナリスト。
- アルマゲドン（1998年） - 地球に接近する隕石を破壊しようとする石油採掘技師達の活躍。
- ファイアーストーム（1998年） - 山火事。
- アトミック・トレイン（1999年） - 核兵器を搭載した貨物車が暴走。暴走機関車を彷彿とさせるような展開だが、前半のみで後半は大幅に異なる。
- ブレア・ウィッチ・プロジェクト（1999年） - 魔女伝説にパニックになる学生達
- ザ・コア（2003年） - マントル対流の停止が招く全世界の異常現象を防ぐため、科学者が地球の内部に潜入する。
- 合衆国壊滅/M(マグニチュード)10.5（2004年） - サンアンドレアス断層で発生した大規模連鎖地震に立ち向かう人々を描く。
- ドーン・オブ・ザ・デッド（2004年） - ウイルスによって発生したゾンビが人々を襲い襲い始める。
- デイ・アフター・トゥモロー（2004年） - 現代の氷河期。
- サイレント・ワールド（2004年） - 現代の氷河期。
- 宇宙戦争（2005年） -  突如発生した火星人侵略に翻弄される家族を描く。1953年版のリメイク。
- ポセイドン（2006年） - 1972年公開作のリメイク作品。
- ドレスデン、運命の日（2006年） - 第二次世界大戦時ドイツによる都市ドレスデン爆撃を描く。
- ミスト（2007年） - 霧に包まれた街で巻き起こる怪奇。
- PARIS 2010 パリ大洪水（2007年） - 1910年にパリで実際に起きた大洪水を描く。
- デイ・アフター 首都水没（2007年） - 暴風雨による高波と満潮が重なり、ロンドンに大洪水が起こる。
- ブラインドネス（2008年） - 世界中が失明。
- 地球が静止する日（2008年） - 1951年の「地球の静止する日」をリメイク。宇宙人の襲来と説得。
- ダイアリー・オブ・ザ・デッド（2008年） - 人を襲うゾンビと混乱する社会を、映画学科の学生が撮影した映画という視点で描く。
- ハプニング（2008年） - アメリカ各地で謎の自殺事件が多発し、人々は自殺を逃れる為逃げ惑う。
- 2012（2009年） - 地球内部の急加熱により天変地異が発生。国々は秘密裏に文明存続のための箱舟を建造する。
- スカイライン -征服-（2010年） - 宇宙船が襲来し人々が船に吸い込まれる。第一波を逃れ高層マンションに隠れ潜む住人達の3日間を描く。
- コンテイジョン（2011年） - 新興感染症のパンデミックが発生。その拡大と収束までを描く。
- アイス・クエイク（2011年） - アラスカの永久凍土が溶け、地殻変動が発生。生物を死滅させる液化メタンの大噴出を阻止すべく、地質学者が奮闘。
- ワールド・ウォーZ（2013年） - 世界各国でウイルスによって発生したゾンビが人々を襲い襲い始める。ブラッド・ピット演じる国連職員ジェリーが原因究明に世界各地に渡って奮闘する。
- レフト・ビハインド（2014年） - 突如大勢の人間が消失し、社会は大混乱に陥る。
- イントゥ・ザ・ストーム（2014年） - 竜巻に襲われる街の人々と、それを追う竜巻ハンター。そして超巨大竜巻が発生する。
- カリフォルニア・ダウン（2015年） - カリフォルニアで巨大地震が発生し、レスキューヘリパイロットの主人公が家族を救おうとする。
- ジオストーム（2017年） - 国際気象宇宙ステーションに不具合が発生し、世界の都市に異常気象が起きる。国際気象宇宙ステーション創設の主人公が世界を救おうとする。
- 13人の命（2022年） - 実際に起きたタムルアン洞窟の遭難事故の救助の全貌を描く。

#### 怪獣映画
- キング・コング（1933年） - 巨大生物
  - コングの復讐（1933年） - 上記映画の続編
  - キングコング（1976年） - 1933年版のリメイク版
  - キングコング2（1986年） - 1976年版の続編
  - キング・コング（2005年） - 1933年版のリメイク版
- ザ・デプス（1989年） - 深海巨大生物
- リバイアサン（1989年） - 深海巨大生物
- ザ・グリード（1998年） - 深海巨大生物
- クローバーフィールド（2008年） - 正体不明の巨大生物が大都会を襲撃する。
  - 10 クローバーフィールド・レーン（2016年） - 上記映画の関連作

#### 動物パニック映画
航空ものと並ぶパニック映画のメイン・ストリームの一つが生物もの。
- 黒い絨毯（1954年） - 蟻。ファンタジー映画の名プロデューサー・ジョージ・パル製作による動物パニック映画の先駆け[24]。
- 鳥（1963年） - アルフレッド・ヒッチコック監督作品。鳥が一斉に人間を襲い始める。後年の動物パニック映画に多大な影響を与えた[24]。
- ウイラード (1971年の映画) - ねずみ。"動物映画"は古くからディズニーなどがコンスタントに作ってきたジャンルであるが[25]、70年代以降に海外の動物映画、及び動物系パニック映画が日本で多数公開されるようになったのは本作の大ヒットが切っ掛けとされる[24][25]。
  - ウイラード (2003年の映画)（英語版） - 上記映画のリメイク作。
- ベン（1972年） - ねずみ
- 吸血の群れ（1972年） - カエル[24]。
- フェイズIV 戦慄!昆虫パニック（1974年）
- ジョーズ（1975年） - 巨大な人食いザメが海辺の田舎町を恐怖に陥れる[26]。
  - ジョーズ2（1978年）
  - ジョーズ3（1983年）
  - ジョーズ'87 復讐篇（1987年）
  - ジョーズ'96/虐殺篇（1996年）
  - ジョーズ・リターンズ（1980年）
- 燃える昆虫軍団（1975年） - ゴキブリ風[24]。
- スクワーム（1976年） - ミミズ[24]。動物パニック映画史上最も気持ち悪いカルト映画[24]。
- ドッグ（英語版） （1976年）
- 巨大生物の島（1976年）
- キラー・ビー（1976年） - 蜂[24]。
- グリズリー（1976年） - 熊。ジョーズ便乗で最も早いとされる陸に上がったジョーズ[24]。
- アニマル大戦争（1977年）
- 怒りの群れ（1977年）
- タイガーシャーク（1977年）
- テンタクルズ（1977年） - 蛸。ジョーズもどき映画の最も悪いお手本[24]。
- 毒蜘蛛タランチュラ・死霊の群れ（1977年）
- オルカ（1977年） - シャチ
- 巨大クモ軍団の襲撃（1977年） - クモ[24]。
- 恐竜・怪鳥の伝説（1977年）
- キラーフィッシュ（1978年）
- ピラニア（1978年）[24]。
- パニック・アリゲーター/悪魔の棲む沼（1978年） - ワニ
- スウォーム（1978年） - 蜂[24]。
- アリゲーター（1980年）[24]。
- 猛獣大脱走（1984年） - フランクフルト動物園で動物園の動物たちが暴れだし、大脱走して都市の住民に襲い掛かる。
- アラクノフォビア（1990年） - 蜘蛛
- アナコンダ（1997年） - 蛇
  - アナコンダ2（2004年）
  - アナコンダ3（2008年）
- ディープ・ブルー（1999年） - 研究所のサメ達が所員に襲いかかる。
- スパイダー・パニック（2002年） - アメリカのある田舎町で、産業廃棄物の影響により巨大化したクモ軍団が、住民をエサとして襲い掛かる。
- カニング・キラー/殺戮の沼 （2007年） - ワニ
- ビッグ・バグズ・パニック（2009年） - 昆虫

#### パロディ映画
- 弾丸特急ジェット・バス（1976年） - 複数作のパロディ
- アタック・オブ・ザ・キラー・トマト（1978年） - 『鳥』や『ジョーズ』のパロディ
- フライングハイ（1980年） - 原題は『Airplane!』で「エアポートシリーズ」のパロディ[13]。制作は日本のパロディ映画にも多大な影響を与えた1977年の『ケンタッキー・フライド・ムービー』のスタッフ[13]。

### アジア映画
- ノートに眠った願いごと（2007年） -  韓国ソウルの三豊百貨店崩落事故を元に描くラブストーリー。
- 超強台風（2008年） - 超大型の台風が中国沿岸部の大都市を襲い、市長が奮戦する。
- TSUNAMI -ツナミ-（2009年） - 韓国プサン郊外ある海水浴場海雲台に突如時速800kmの「メガ津波」が襲って来てリゾート客や住民たちが逃げまくる韓国のパニック映画。
- 唐山大地震（2010年） -  中国、唐山地震を扱った映画
- ザ・タワー 超高層ビル大火災（2012年） - 韓国ソウルでヘリが事故を起こし、超高層ビルは大火災に見舞われる。
- 新感染 ファイナル・エクスプレス（2016年） - ゾンビパニックの中、韓国高速鉄道を乗り継ぎ釜山を目指す乗客達を描く。
- トンネル 闇に鎖された男（2016年） - トンネル崩落事故によって一人生き残った男とそれを救出しようとする政府の人間ドラマを描く。
- 奈落のマイホーム（2021年） - マンションが突如一棟まるごと地盤沈下を起こして住人がサバイバルを繰り広げる。

#### 怪獣映画
- グエムル-漢江の怪物-（2006年） -  黒い両生類のような怪物が韓国・漢江を襲う。

### 日本映画
「Category:日本のパニック映画」も参照
- 宇宙人東京に現わる（1956年） - 新天体Rの地球接近の地球による天変地異、異星人の協力を得て新天体Rに対処しようとする人類が描かれる。
- 世界大戦争（1961年） - ロシアの核ミサイルの誤認発射が引き金で人類が滅亡する。
- 妖星ゴラス（1962年） - 地球に接近する妖星から逃れるため、南極にロケットを取り付けて地球を移動させようとする。
- 吸血鬼ゴケミドロ（1968年） - アメーバ状の宇宙生物が人間に乗り移り、全人類の血を吸った後、地球を侵略する。
- 日本沈没（1973年） - 日本列島が海に沈むと予言した地球物理学者と政府機関が、国民を救おうと悪戦苦闘する日本映画史に残る名作[21]。
- ノストラダムスの大予言（1974年） - 地球各地で異常規模が発生し、食料価格が暴騰。人心も荒廃し、それによる二次災害も発生し、ついには全世界は核戦争に突入。全世界が死滅しても核ミサイルは自動報復システムにより発射され続け、打ち尽くした後は地球は死の星と化する。日本映画史を代表する封印映画[21]。
- 新幹線大爆破（1975年） - 新幹線に爆弾を仕掛けたという脅迫電話から始まる。年を追うごとに評価を高めた和製パニック映画の秀作[21]。
- 東京湾炎上（1975年） - 原油積載の20万トン級タンカーのシージャック。石油基地を破壊せよとの脅迫に、日本政府が石油基地破壊の特撮映像を放映して犯人を欺こうとする。日本パニック映画の老舗・東宝が押し寄せるパニック映画に対処するため製作した映画[21]。和製パニック映画の最も異端な作品[21]。
- 皇帝のいない八月（1978年） - 日本版『カサンドラ・クロス』作品。
- 地震列島（1980年） - 東京を襲う直下型地震。『大地震』と同じような場面が随所に見られる。映画ファンを驚かせた脚本は新藤兼人[21]。
- 復活の日（1980年） - ウイルス兵器が全世界に拡散し、南極基地以外の人類が死に絶える。
- 首都消失（1987年） - 東京が高濃度の電磁気物質に包まれ、音信不通になる。
- 回路（2001年） - 幽霊によるネットを使った奇襲によって日本全土から人類が失踪していく。
- 自殺サークル（2002年） - アメリカ映画『ハプニング』と似た趣旨で日本各地で集団自殺が多発していく。
- ドラゴンヘッド（2003年） - 火山の噴火と大地震が発生して脱線した新幹線から生き延びた3人の高校生のサバイバル劇を描く。
- 日本沈没（2006年） - 1973年版のリメイク。
- 日本以外全部沈没（2006年） - 沈む場所が逆な上記のパロディ。
- 252 生存者あり（2008年） - 東京に首都直下型地震が発生。その影響で巨大台風が発生し、台場や新橋を直撃する。
- 感染列島（2009年） - 感染症の蔓延で社会機能停止。
- サバイバルファミリー （2017年）- ある日突然訪れた原因不明の電気消滅により、東京は廃墟寸前となる。
- Fukushima 50 （2020年）- 東日本大震災による福島第一原子力発電所事故を描く。

#### 怪獣映画
- ゴジラ（1984年） - 本来は怪獣映画だが、本作はゴジラ出現による人々の恐怖や日本政府の奮闘や冷戦時の核問題など、パニック映画として描かれている。
- シン・ゴジラ（2016年） - 怪獣が現代日本を襲い、政府が対策を講じる。
- ゴジラ-1.0（2023年） - 戦後、無（ゼロ）になった日本へ追い打ちをかけるように現れたゴジラが、この国を負（マイナス）に叩き落とす。

#### 動物パニック映画
- 昆虫大戦争（1968年） - 人間を狂わせる猛毒と知能を持った昆虫が人間を襲う。
- 恐竜・怪鳥の伝説（1977年） - 富士樹海で中生代の爬虫類が人類に襲い掛かる。